# Brachioppiella rajskii
Brachioppiella rajskii är en kvalsterart som beskrevs av Hammer 1968. Brachioppiella rajskii ingår i släktet Brachioppiella och familjen Oppiidae. Inga underarter finns listade.